# Колючка (рід)
Колючка (Gasterosteus) — рід риб з родини Gasterosteidae. Містить шість видів:
- Gasterosteus aculeatus Linnaeus, 1758 — Колючка триголкова
- Gasterosteus crenobiontus Băcescu & Mayer, 1956
- Gasterosteus gymnurus Cuvier, 1829
- Gasterosteus islandicus Sauvage, 1874 — Колючка ісландська
- Gasterosteus microcephalus Girard, 1854
- Gasterosteus wheatlandi Putnam, 1867 — Колючка двоголкова